# Dinòmids
Els dinòmids (Dinomyidae) són una família de rosegadors histricògnats sud-americans, que antigament tingué una gran radiació evolutiva, però actualment només inclou una espècie vivent, el pacaranà. Els dinòmids inclouen els rosegadors més grossos coneguts: Josephoartigasia monesi o Phoberomys pattersoni, de la mida d'un bisó; i J. magna, més petita, tots extints. Es creu que els dinòmids pogueren ocupar nínxols ecològics típics dels grans mamífers brostejadors a causa de la manca d'ungulats autèntica a Sud-amèrica fins que quedà connectada amb Nord-amèrica. El pacaranà té una mida modesta, considerablement més petita que el capibara.